# Cartacalha, reine des gitans
Pour plus de détails, voir Fiche technique et Distribution.
Cartacalha, reine des gitans est un film français réalisé par Léon Mathot et sorti en 1942.

## Fiche technique
- Titre : Cartacalha, reine des gitans
- Réalisation : Léon Mathot
- Scénario : Albert Guyot et Amédée Pons, d'après le roman de Jean-Toussaint Samat[1]
- Dialogues : René Pujol
- Photographie : René Gaveau
- Montage : Madeleine Gug et Robert Verrière
- Musique : Maurice Yvain
- Décors : Raymond Druart
- Société de production : La Société des films Sirius
- Pays de production :  France
- Format :  Noir et blanc - 1,37:1 - 35 mm  - Son mono
- Genre : Comédie dramatique
- Durée : 95 minutes
- Dates de sortie :
  - France : 21 janvier 1942[2]
  - Finlande : 11 juillet 1943[3]
- Affiche : Roger Cartier (France)

## Distribution
- Viviane Romance : Cartacalha
- Georges Flamant : Robert Vaillant
- Roger Duchesne : le Galéjon
- Georges Grey : Acrunao
- Tichadel : Richard Lemmonier
- Gaby Andreu : Piribichi
- Maximilienne : Machanalli
- Charles Lemontier : Jean d'Agon
- Mireille Lorane : Marowska
- Gilberte Joney : Jessie
- Philippe Rolla : Bedrajamo
- Alfred Baillou : Bujipio
- Christian Argentin
- René Baranger
- Jacqueline Cadet : Babali
- Alice Didier : Saledelle
- Franck Villard